# V (gesto)

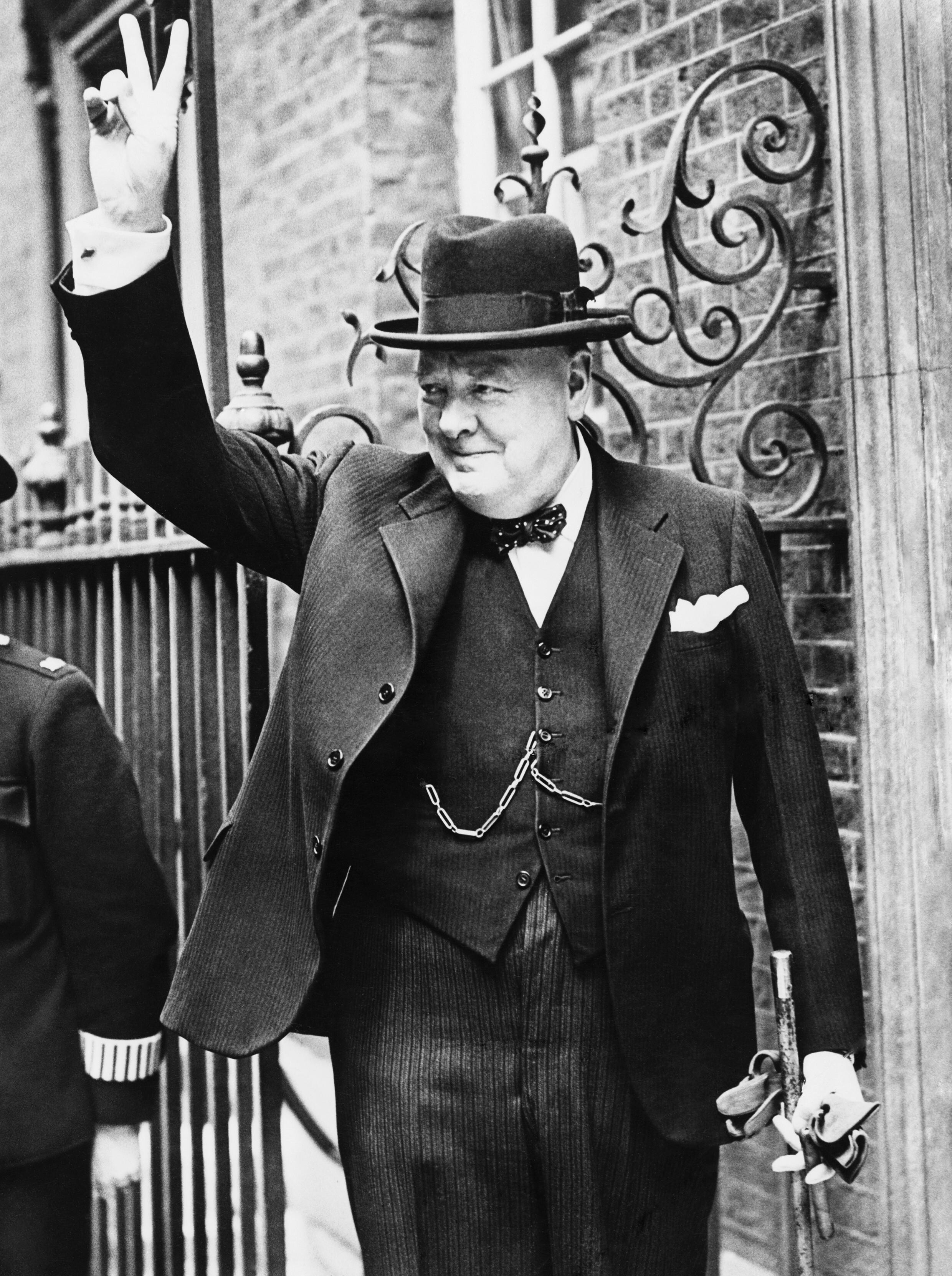
Winston Churchill fazendo seu famoso sinal de "V de Vitória" em 1943.

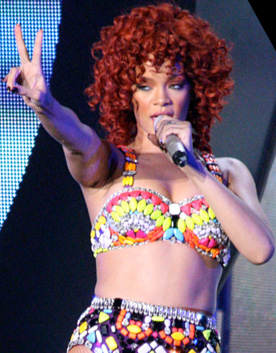
A cantora Rihanna usando o sinal de V, como um sinal de paz e amor, 2011.

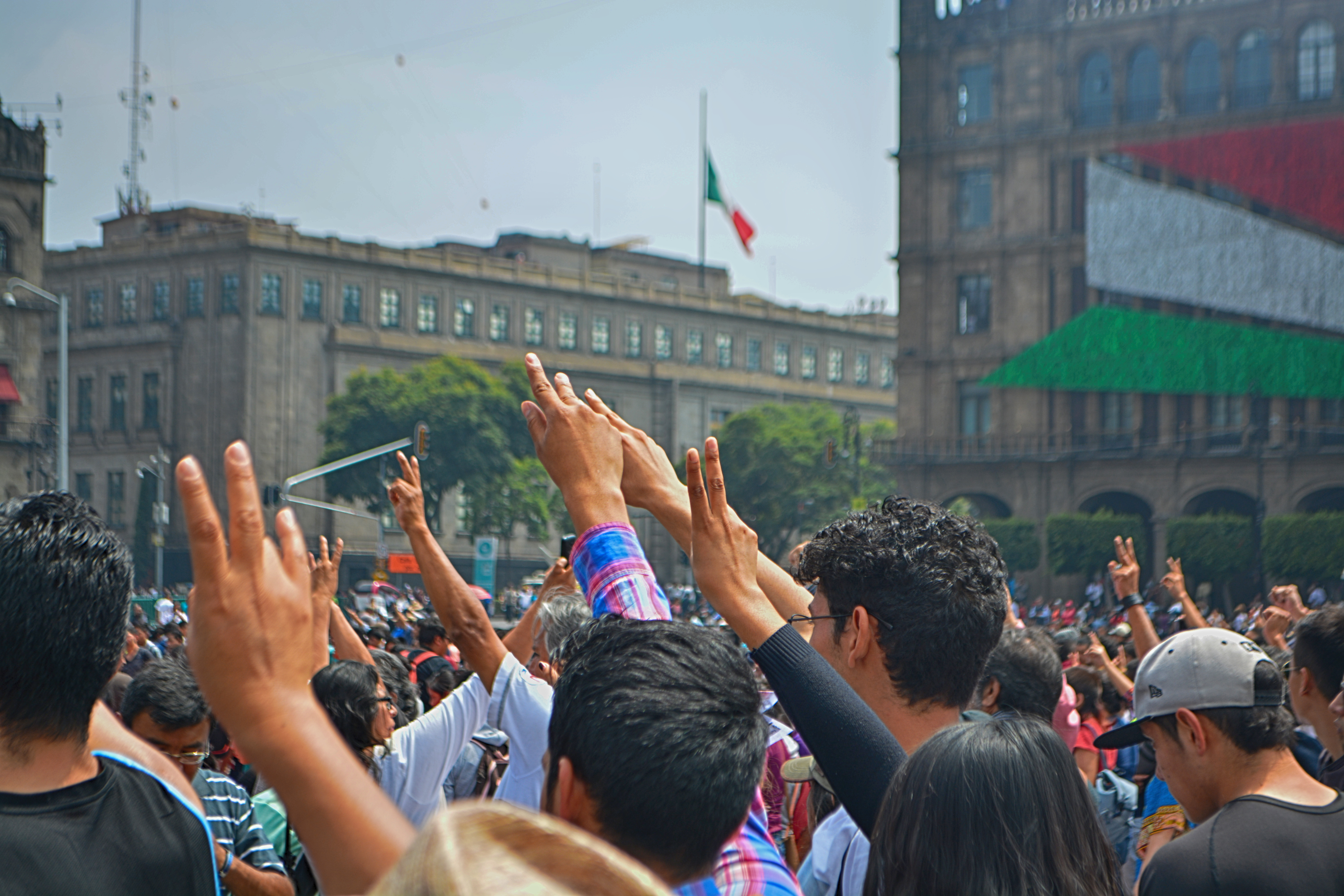
Manifestantes fazendo o sinal de V na comemoração do massacre de Tlatelolco, Cidade do México, em 2 de outubro de 2016.

O sinal de V é um gesto com a mão em que o dedo indicador e o médio são levantados e separados, enquanto os outros dedos permanecem fechados. Possui vários significados, dependendo do contexto cultural e como ele é apresentado.
É bastante usado para representar a letra "V" como em "vitória", especialmente pelas tropas aliadas durante a Segunda Guerra Mundial; e tornado mais amplamente conhecido por Winston Churchill. Também é usado por pessoas do Reino Unido e culturas afins como um gesto ofensivo (quando exibido com a palma para dentro); e, para muitos outros, simplesmente para sinalizar o número "2". Desde a década de 1960, quando o "sinal de V" foi amplamente adotado pelo movimento de contracultura, ele passou a ser usado como um símbolo da paz (geralmente com a palma para fora) e ainda hoje nos Estados Unidos é comumente chamado de "sinal da paz". Pouco tempo depois, tornou-se também um gesto associado à diversão usado em fotografias, principalmente no leste da Ásia, onde o gesto também é associado à fofura ("kawaii").

## Uso
O significado do sinal V é em parte dependente da forma como a mão é posicionada:
- Se a palma da mão está voltada para o gesticulante (ou seja, a parte de trás da mão está voltada para o observador), o sinal significa:
  - Um insulto comparado ao gesto ofensivo conhecido como "dedo do meio". Esse uso é restrito à Austrália, Irlanda, Nova Zelândia, África do Sul e Reino Unido. [1][2]
  - O número '2' na língua de sinais americana.

- Com a parte de trás da mão voltada para o gesticulante (palma da mão voltada para o observador), pode significar:
  - dois (o número) - uma comunicação não-verbal de quantidade.
  - Vitória - em um cenário de guerra ou competição. Foi popularizado em janeiro de 1941 por Victor de Laveleye, um político belga, que pediu para que os belgas escolhessem o sinal como um símbolo de unidade. Primeiramente, foi usado principalmente na Bélgica, mas logo outros aliados copiaram o símbolo.[3] Às vezes, é feito usando as duas mãos com os braços erguidos.
  - Paz e amor, ou amizade - usado em todo o mundo por grupos de paz e contracultura; popularizado no movimento de paz americano da década de 1960. A semelhança com o uso do símbolo da década de 1940 era o significado do "fim da guerra".[4]
  - V (a letra) - usado como ortografia na língua de sinais americana.[5]
- Quando usado com movimento, pode significar:
  - Aspas no ar – flexão dos dedos, palma para fora, uma ou ambas as mãos.
  - Essa forma de mão também é usada em vários sinais em muitas línguas de sinais, incluindo (na língua de sinais americana) "olhar" (com a palma para baixo) ou "ver" (palma para cima). Quando os dedos indicador e médio são apontados para os olhos do gesticulante, em seguida, virados e o dedo indicador é apontado para alguém, significa "estou observando você".[6]
- O "segundo" ordinal na linguagem de sinais americana tem o sinal da palma da mão para a frente, depois a mão gira (guinada) até que a palma fique voltada para trás.

Também pode significar, seja com a palma ou as costas da mão, um símbolo de facções criminosas no Brasil, sendo especialmente associado à facção carioca Comando Vermelho e a gaúcha Os Manos. Significando "Tudo 2" ou simplesmente o símbolo "CV".

## Sinal de vitória

### Segunda Guerra Mundial: A campanha V de Vitória

Winston Churchill celebra a vitória sobre a Alemanha em 8 de maio de 1945.

Em 18 de maio de 1939, o diário francês Le Monde Quotidien trazia como manchete “V pour victoire”. Em 14 de janeiro de 1941, Victor de Laveleye, ex-ministro belga da Justiça e diretor das transmissões belgas em francês da BBC (1940–44), sugeriu em uma transmissão que os belgas usassem um V para victoire (francês: "vitória") e vrijheid (holandês: "liberdade") como um emblema de união durante a Segunda Guerra Mundial.
Na transmissão da BBC, de Laveleye disse que "o ocupante, ao ver este sinal, sempre o mesmo, infinitamente repetido, [poderia] entender que está cercado, cercado por uma imensa multidão de cidadãos aguardando ansiosamente seu primeiro momento de fraqueza, esperando por seu primeiro fracasso". Em semanas, vários V marcados com giz começaram a aparecer nas paredes da Bélgica, Holanda e norte da França. Estimulada com o sucesso, a BBC iniciou a campanha "V de Vitória", para a qual encarregou o editor-assistente de notícias Douglas Ritchie se passando por "Coronel Britton". Ritchie sugeriu um V audível usando seu ritmo de código Morse (três pontos e um traço: •••—). Como os vibrantes compassos de abertura da Quinta Sinfonia de Beethoven tinham o mesmo ritmo, a BBC usou isso como seu indicativo em seus programas em língua estrangeira para a Europa ocupada pelo resto da guerra. Os mais educados musicalmente também entenderam que era o tema do Destino "batendo na porta" da Alemanha Nazista. (Ouça este sinal de chamada.ⓘ) A BBC também incentivou o uso do gesto V introduzido por de Laveleye.

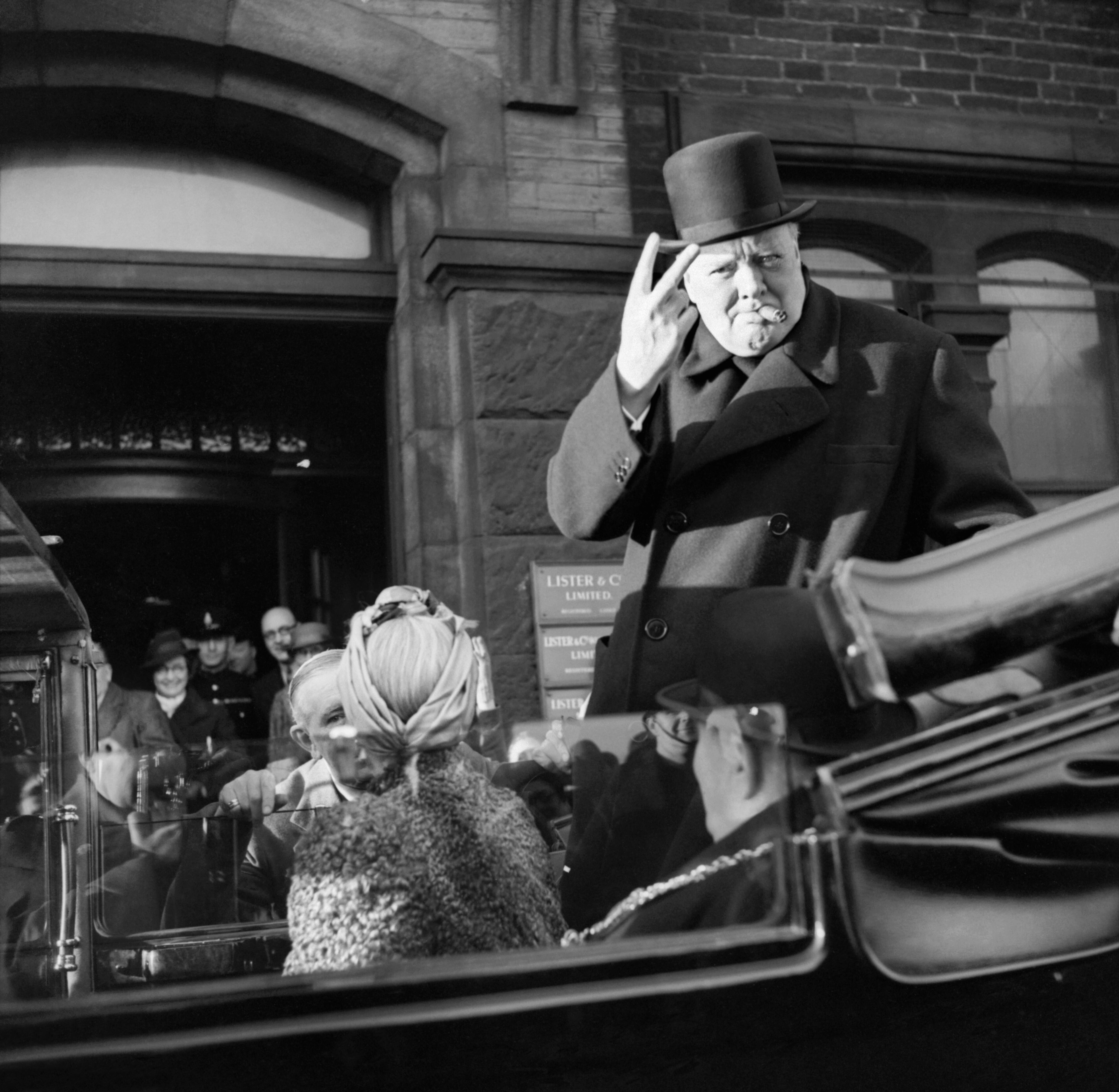
Churchill inicialmente desconhecia o significado ofensivo de usar as costas da mão como neste gesto, 1942.

Em julho de 1941, o uso emblemático da letra V havia se espalhado pela Europa ocupada. Em 19 de julho, o primeiro-ministro Winston Churchill se referiu com aprovação à campanha do V de Vitória em um discurso, a partir do qual ele começou a usar o sinal de mão V. No início, ele às vezes gesticulava com a palma da mão para dentro (às vezes com um charuto entre os dedos). Mais tarde na guerra, ele usou a palma da mão. Depois que os auxiliares explicaram ao aristocrático Churchill o que a palma em gesto significava para outras classes, ele fez questão de usar o sinal apropriado. No entanto, o duplo sentido do gesto pode ter contribuído para sua popularidade, "pois um simples toque de mão teria apresentado o lado dorsal em um desprezo zombeteiro ao inimigo comum". Outros líderes aliados também usaram o sinal.
Os alemães não conseguiram remover todos os sinais, então adotaram o sinal V como um símbolo alemão, às vezes adicionando folhas de louro sob ele, pintando seus próprios V em paredes, veículos e adicionando um enorme V na Torre Eiffel. Durante a ocupação alemã de Jersey, um pedreiro que consertava a pavimentação da Royal Square incorporou um V de vitória sob o nariz dos ocupantes. Isso foi posteriormente alterado para se referir ao navio Vega da Cruz Vermelha. O acréscimo da data de 1945 e de uma moldura mais recente transformou-o em monumento.

Em 1942, Aleister Crowley, um ocultista britânico, afirmou ter inventado o uso de um sinal em V em fevereiro de 1941 como um contraste mágico para o uso da suástica pelos nazistas. Ele afirmou que passou isso para amigos na BBC e para a Divisão de Inteligência Naval britânica por meio de suas conexões no MI5, obtendo a aprovação de Winston Churchill. Crowley observou que sua publicação de 1913, Magick (Livro 4), apresentava um sinal em V e uma suástica na mesma lâmina.

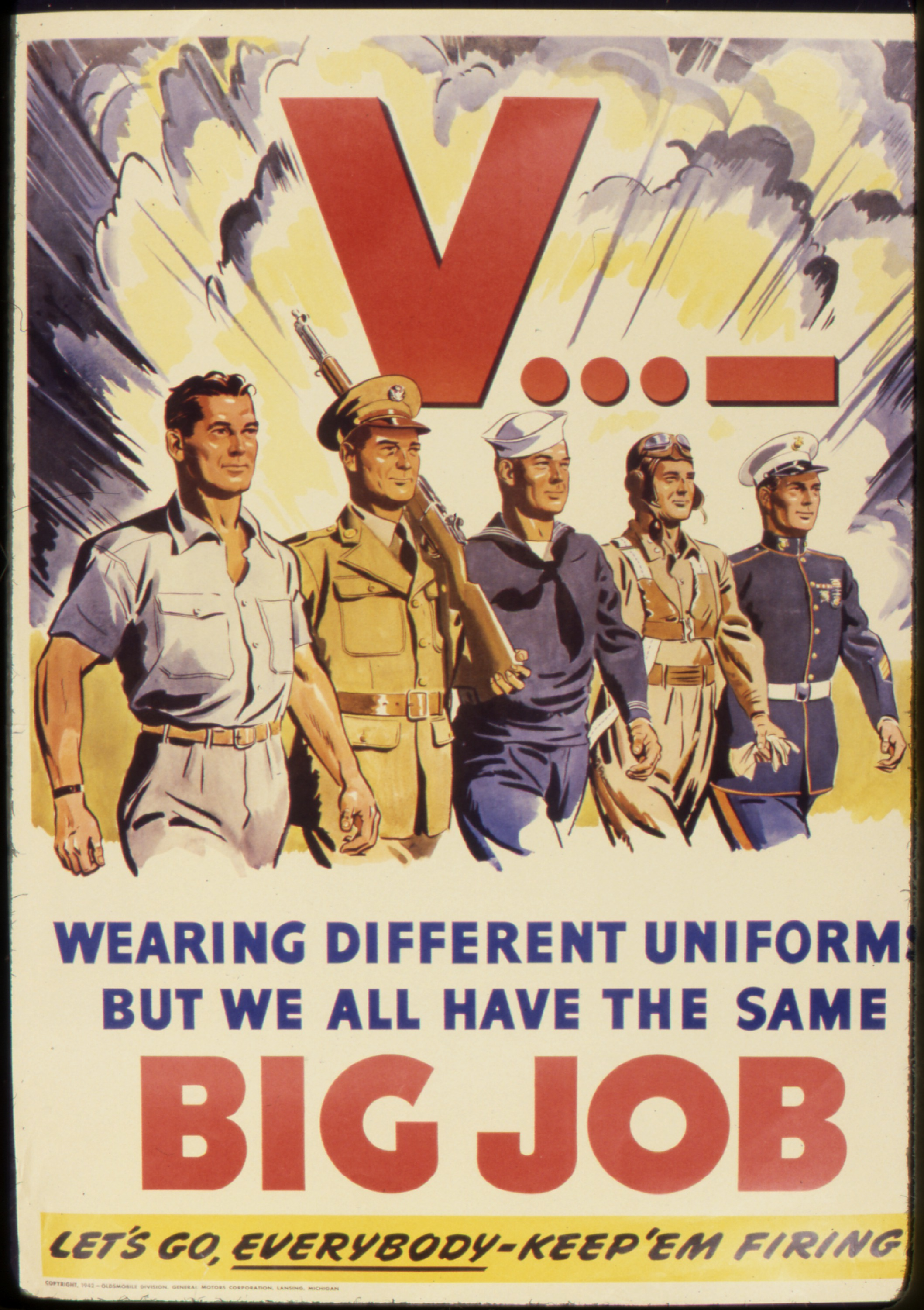
O sinal V (e seu equivalente em código Morse) incorporado em um pôster de propaganda americana para o War Production Board, 1942 ou 1943.
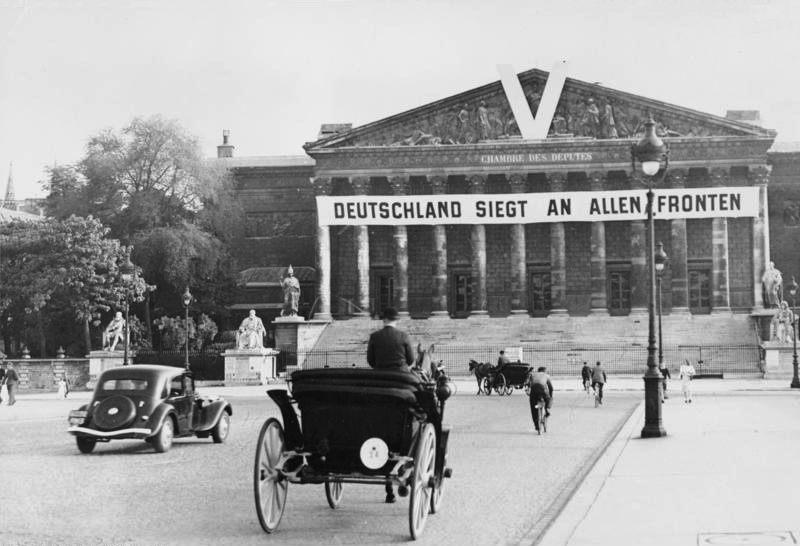
Um sinal de V alemão e slogan no Palais Bourbon em Paris ocupada. A faixa abaixo do "V" diz "A Alemanha é vitoriosa em todas as frentes".
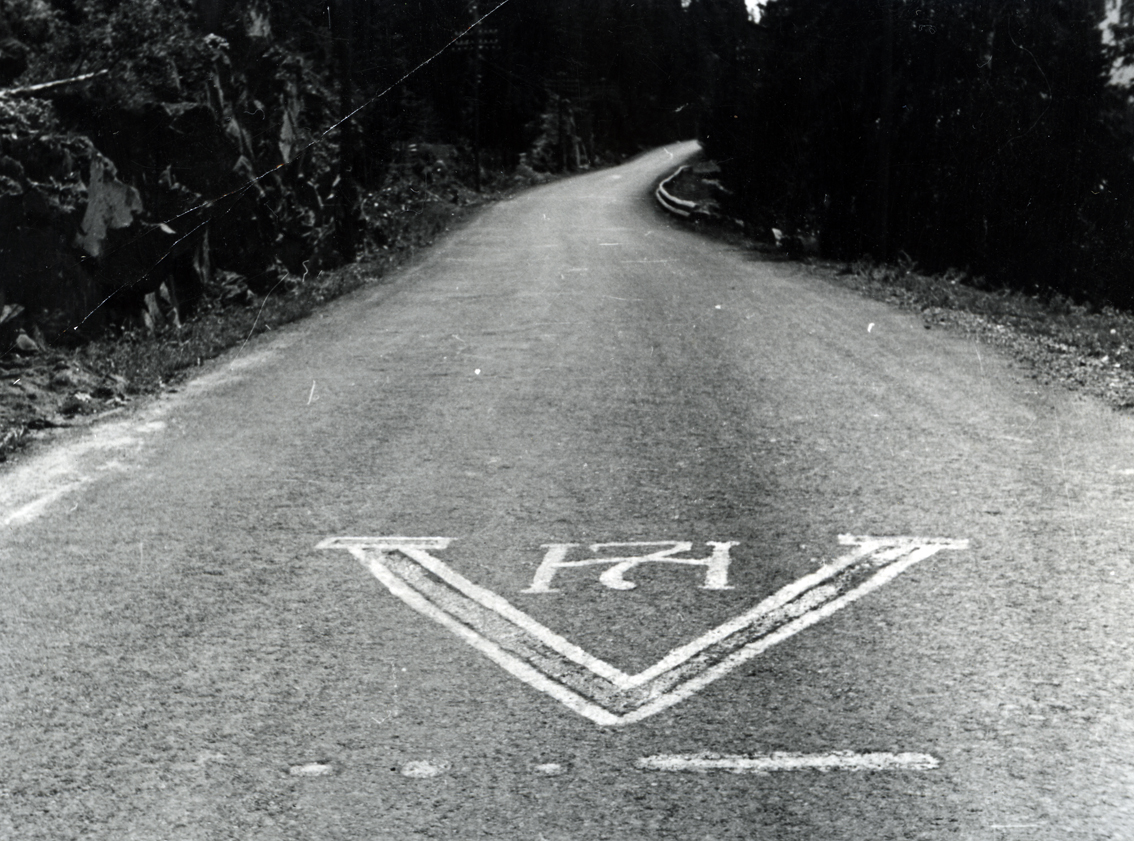
Graffiti de resistência em uma estrada norueguesa, representando o sinal V, "V" em código Morse e a cifra real do rei Haakon VII.
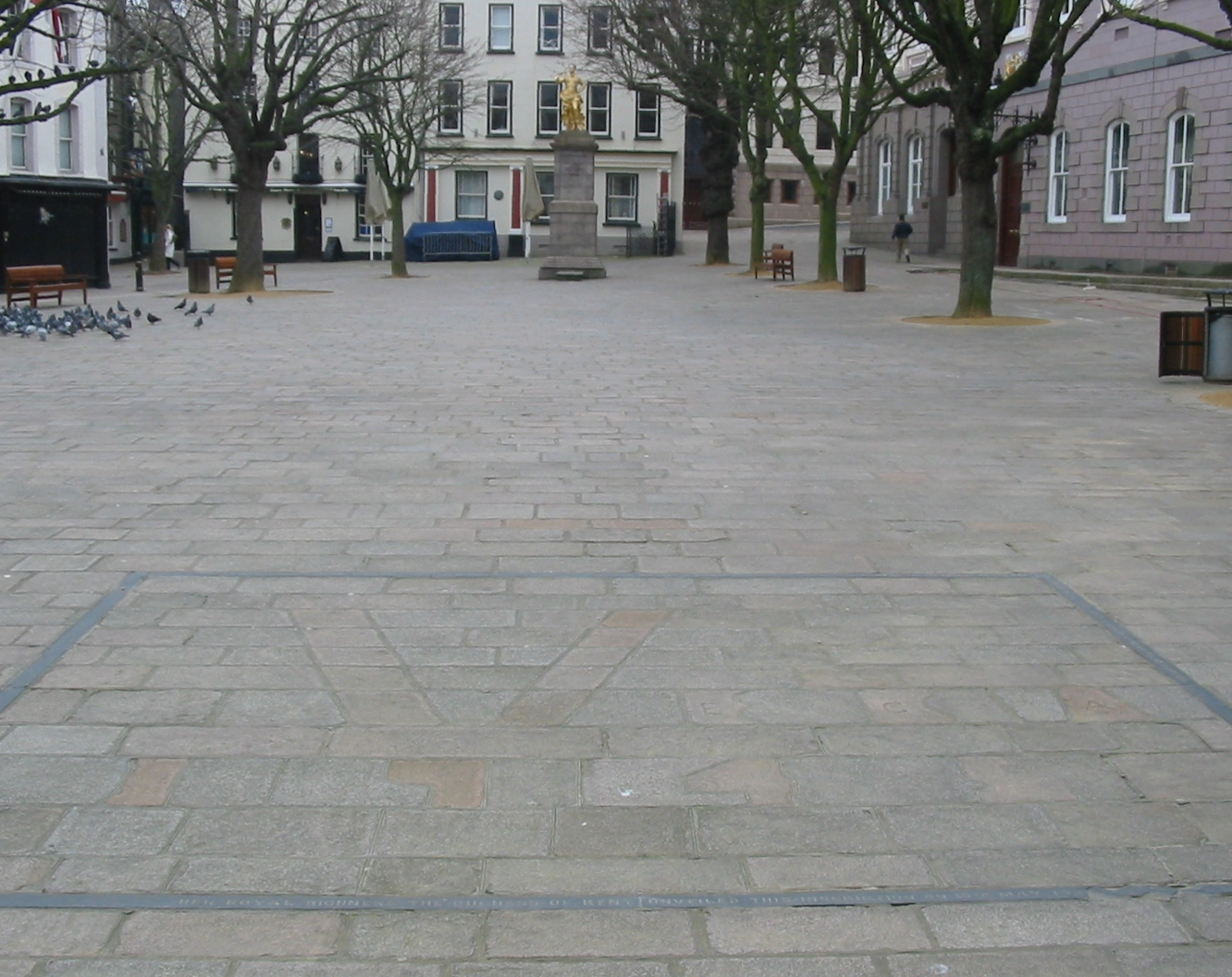
O V na Royal Square na ilha de Jersey, ocupada pelos alemães.

### Guerra do Vietnã, vitória e paz
Na Guerra do Vietnã, o sinal de vitória foi subvertido pelos manifestantes anti-guerra e ativistas da contracultura na década de 1960, os quais adotaram o gesto como um sinal de paz. Como os hippies da época costumavam exibir esse sinal (palma para fora) enquanto diziam "Paz", o gesto tornou-se popularmente conhecido (por associação) como "o sinal da paz".

## Como um insulto

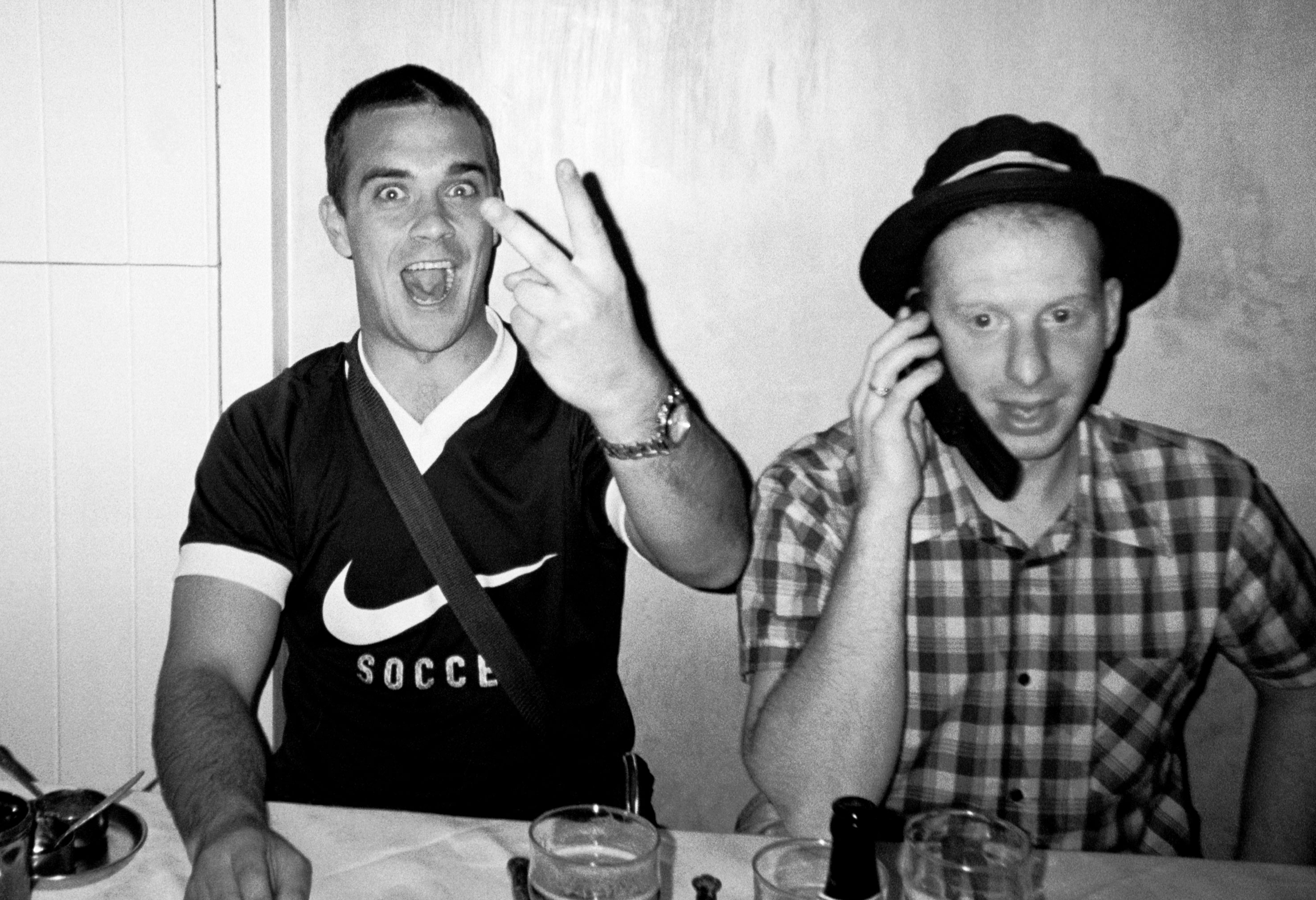
O cantor, compositor e apresentador inglês Robbie Williams fazendo um sinal de V para um fotógrafo paparazzo em Londres em 2000.

A versão ofensiva do gesto (com a palma para dentro U+1F594 ✌ mão da vitória invertida) é frequentemente comparada ao gesto ofensivo conhecido como "dedo do meio". A "saudação de dois dedos", também chamada "the forks" ("os garfos") na Austrália, é comumente realizada movendo o V para cima a partir do pulso ou cotovelo. O sinal V, quando a palma da mão está voltada para a pessoa que faz o sinal, há muito é um gesto de insulto no Reino Unido e, posteriormente, na Irlanda, Austrália, Nova Zelândia e África do Sul. É freqüentemente usado para significar desafio (especialmente à autoridade), desprezo ou escárnio. Era conhecido no Canadá com o significado "Up yours!" tão tarde quanto à geração que lutou na Segunda Guerra Mundial, talvez por sua familiaridade com o símbolo da Vitória ao longo dos anos da guerra. No entanto, as gerações subsequentes raramente o usam, e seu significado nesse sentido está se tornando cada vez mais desconhecido no Canadá.
Como um exemplo do sinal V (palma para dentro) como um insulto, em 1º de novembro de 1990, o tablóide britânico The Sun publicou um artigo em sua primeira página com a manchete "Up Yours, Delors" ao lado de uma mão fazendo um sinal de V saindo de um punho da Union Jack, em um insulto ao presidente francês da Comissão Europeia, Jacques Delors. O artigo atraiu reclamações sobre a suposta francofobia, acusação a qual o Conselho de Imprensa rejeitou depois que o jornal afirmou que se reservava o direito de usar ofensa vulgar no interesse da Grã-Bretanha.
Em 3 de abril de 2009, os jogadores de futebol da associação escocesa Barry Ferguson e Allan McGregor foram banidos permanentemente da seleção escocesa por mostrar o sinal V enquanto estavam sentados no banco durante o jogo contra a Islândia. Ambos os jogadores estavam no bar do hotel bebendo álcool após a derrota escocesa para a Holanda até por volta das 11h da manhã seguinte, o que significa que ambos os jogadores também violaram o código de disciplina da SFA antes do incidente, mas a atitude mostrada pelo sinal V foi considerado tão rude que a SFA decidiu nunca mais incluir esses jogadores na escalação nacional. Ferguson também perdeu a capitania do Rangers como resultado da polêmica. A proibição de McGregor foi suspensa pelo então técnico da SFA, Craig Levein, e ele voltou à seleção escocesa em 2010.
Steve McQueen faz o sinal na cena final do filme de automobilismo de 1971, Le Mans. Uma imagem estática do gesto foi registrada pelo fotógrafo Nigel Snowdon e se tornou um ícone tanto de McQueen quanto do próprio filme. Por um tempo no Reino Unido, "um Harvey (Smith)" tornou-se uma forma de descrever a versão ofensiva do sinal V, assim como "a palavra de Cambronne" é usada na França, ou "a saudação de Trudeau" no Canadá, é usada para descrever o gesto com o dedo do meio. Isso aconteceu porque, em 1971, o saltador Harvey Smith foi desqualificado por fazer um sinal de V televisionado para os juízes após vencer o British Show Jumping Derby em Hickstead. Sua vitória foi restabelecida dois dias depois. Harvey Smith alegou que estava usando um sinal de vitória, uma defesa também usada por outras figuras públicas.
Às vezes, visitantes estrangeiros nos países mencionados acima usam a "saudação de dois dedos" sem saber que é ofensivo para os nativos, por exemplo, ao pedir duas cervejas em um bar barulhento, ou no caso do presidente dos Estados Unidos, George H. W. Bush, que, durante uma turnê pela Austrália em 1992, tentou dar um "sinal de paz" a um grupo de fazendeiros em Canberra - que protestava contra os subsídios agrícolas dos EUA - e, em vez disso, deu o sinal de V insultuoso.

### Origens

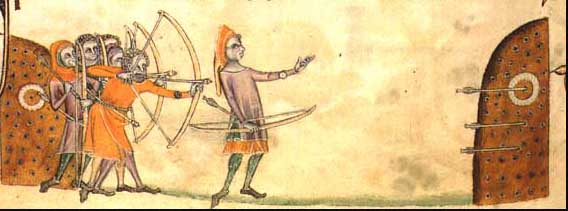
Treinamento de arqueiros galeses, desenho de Luttrell Psalter.

Uma lenda comumente repetida afirma que o gesto de dois dedos ou o sinal V deriva de um gesto feito por arqueiros lutando no exército inglês na Batalha de Agincourt (1415) durante a Guerra dos Cem Anos, mas nenhuma fonte histórica primária escrita apóia essa afirmação. Esta lenda original afirma que os arqueiros galeses acreditavam que aqueles que foram capturados pelos franceses tiveram seus dedos indicador e médio cortados para que não pudessem mais operar seus arcos longos, e que o sinal V foi usado por arqueiros não capturados e vitoriosos em uma exibição de desafio contra os franceses. Em conflito com esse mito original, o cronista Jean de Wavrin, contemporâneo da batalha, relatou que Henrique V mencionou em um discurso pré-batalha que os franceses teriam ameaçado cortar três dedos (não dois) de arqueiros capturados. Empunhar um arco longo inglês é melhor feito com três dedos. Nem Wavrin e nem nenhum autor contemporâneo relatou que a ameaça foi executada depois daquela ou de outras batalhas, nem relataram nada sobre um gesto de desafio.
A primeira evidência inequívoca do uso do sinal V insultuoso no Reino Unido data de 1901, quando um operário fora da siderúrgica Parkgate em Rotherham usou o gesto (capturado no filme) para indicar que não gostou de ser filmado. Peter Opie entrevistou crianças na década de 1950 e observou em The Lore and Language of Schoolchildren (1959) que o gesto muito antigo com o polegar de fazer o naraz foi substituído pelo sinal V como o gesto de insulto mais comum usado no parquinho.
Entre 1975 e 1977, um grupo de antropólogos, incluindo Desmond Morris, estudou a história e a disseminação dos gestos europeus e descobriu que a versão rude do sinal em V era basicamente desconhecida fora das Ilhas Britânicas. Em seu livro Gestures: Their Origins and Distribution, publicado em 1979, Morris discutiu várias origens possíveis desse gesto, mas não chegou a uma conclusão definitiva:

devido ao forte tabu associado ao gesto (a sua utilização pública tem sido muitas vezes fortemente penalizada). Como resultado, há uma tendência a evitar discuti-lo em detalhes. É "conhecido por ser sujo" e é transmitido de geração em geração por pessoas que simplesmente o aceitam como uma obscenidade reconhecida sem se preocupar em analisá-lo... Várias das reivindicações rivais são igualmente atraentes. A verdade é que provavelmente nunca saberemos...

## Como uma pose fotográfica

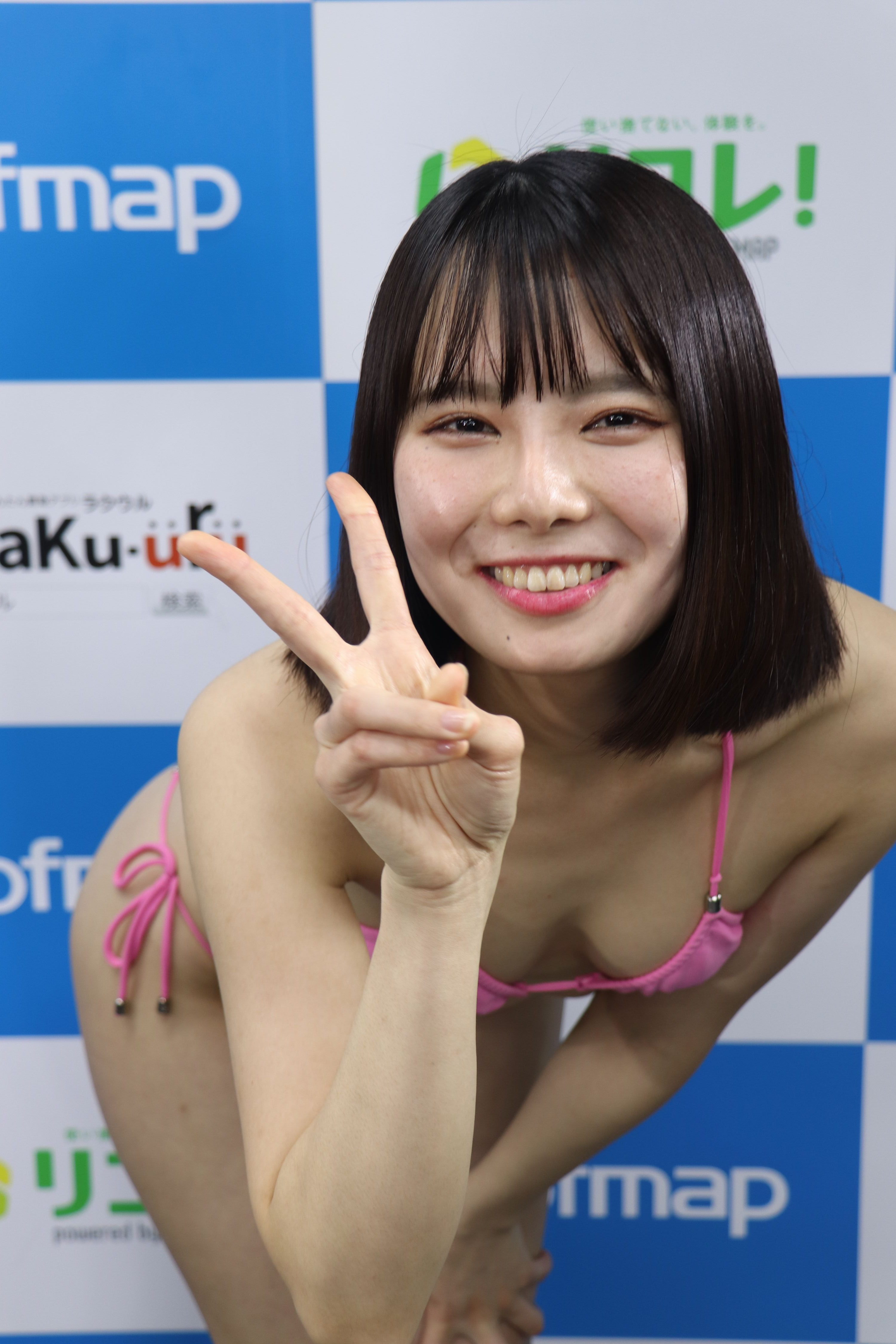
Modelo japonesa em biquíni fazendo o sinal de V.

Nos países do Leste e Sudeste Asiáticos, o sinal V é uma pose popular em fotografias. No Japão, é usado em ambientes casuais e formais. Na maior parte desses países, o gesto é divorciado de seus significados anteriores como sinal de paz ou insulto; para a maioria o significado do sinal é "vitória" ou "é!", implicando um sentimento de felicidade. É usado em ambas as direções (palma voltada para dentro ou para a frente).

### Japão

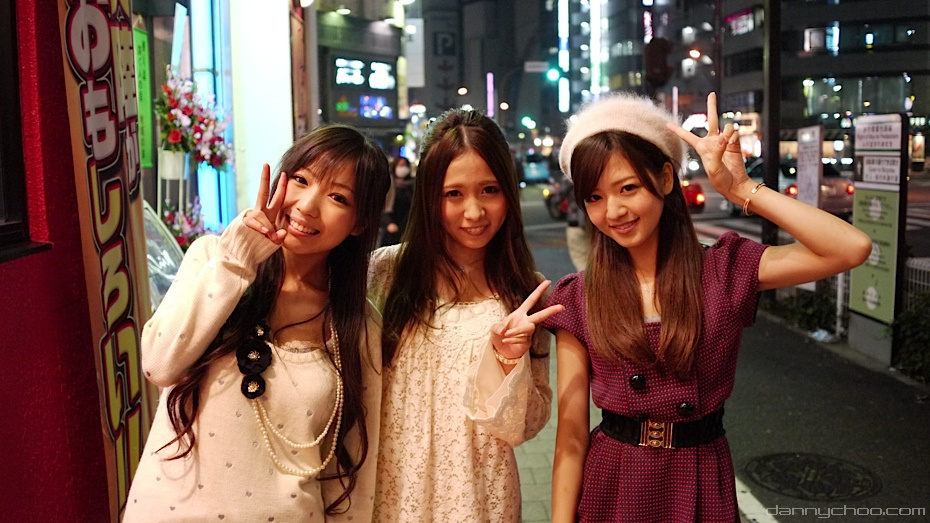
Jovens japonesas fazendo sinal de V em Ikebukuro, 2010.

O sinal de V, principalmente com a palma para fora, é muito comumente feito por japoneses, especialmente os mais jovens, ao posar para fotografias informais, sendo identificado pela ideia de fofura do kawaii. O gesto é conhecido como pīsu sain (ピースサイン, símbolo da paz), ou mais comumente simplesmente pīsu (ピース, paz ). Como o nome reflete, isso data da era da Guerra do Vietnã e dos ativistas anti-guerra, embora a origem precisa seja contestada. O sinal V era conhecido no Japão desde a ocupação aliada pós-Segunda Guerra Mundial, mas não adquiriu o uso em fotografias até mais tarde.
No Japão, acredita-se que tenha sido influenciado pelos ativistas anti-Guerra do Vietnã de Beheiren no final dos anos 1960 e um anúncio de câmera Konica em 1971. Um relato mais colorido dessa prática afirma que foi influenciada pela patinadora artística americana Janet Lynn durante os Jogos Olímpicos de Inverno de 1972 em Sapporo, Hokkaidō. Ela caiu durante um período de patinação livre, mas continuou a sorrir mesmo sentada no gelo. Embora ela tenha ficado em terceiro lugar na competição, sua alegre diligência e persistência ressoaram com muitos espectadores japoneses. Lynn se tornou uma celebridade estrangeira da noite para o dia no Japão. Uma ativista pela paz, Lynn freqüentemente exibia o sinal de V quando era abordada na mídia japonesa, e alguns japoneses atribuem a ela o crédito por ter popularizado seu uso desde a década de 1970 em fotografias casuais.

### Coreia do Sul
A pose ganhou popularidade significativa na Coreia do Sul devido ao uso comum entre os ídolos do K-pop e os jovens - especialmente em selfies. O gesto em V é comumente associada ao aegyo, uma tendência popular na Coréia que significa "agir de maneira fofa". Também pode ser colocado na frente de uma bochecha para torná-la mais fina, mas a mão aberta com a palma da mão contra o rosto é mais comum.

### Alhures

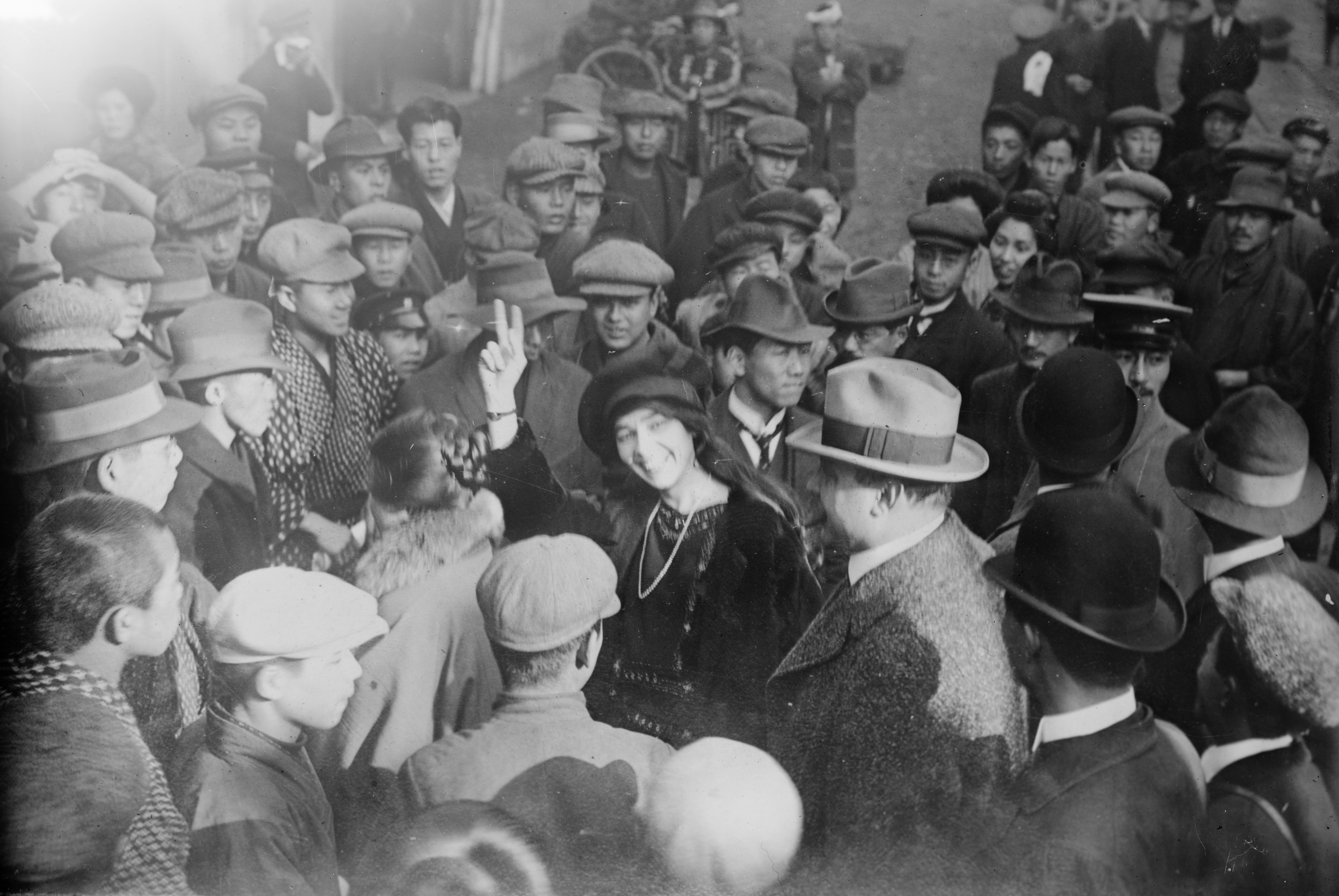
Sinal de V usado pela pioneira da aviação Katherine Stinson em Tóquio na década de 1920.

Na Argentina, o sinal V, além de "vitória", está ligado ao movimento político do peronismo, associado ao retorno de Juan Domingo Perón à Argentina do exílio em 1973.
Nos Estados Unidos, o uso do sinal V como gesto fotográfico é conhecido, mas não amplamente utilizado. O pôster original do filme What a Girl Wants, de 2003, mostrava a estrela Amanda Bynes fazendo um sinal de V como uma garota americana visitando Londres. Nos Estados Unidos, o pôster foi alterado para mostrar Bynes com os dois braços abaixados, para evitar dar a impressão de que o filme estava criticando a então recém-iniciada Guerra do Iraque. Alunos, ex-alunos e fãs da Universidade do Sul da Califórnia, Universidade da Virgínia, Universidade do Texas do Vale do Rio Grande e da Universidade de Villanova, e fãs "jogam seus V para cima" por tradição e como um sinal de orgulho de sua universidade e de suas equipes atléticas. O sinal V nesta forma freqüentemente acompanha o lema "Fight On!" ("Continue lutando!") na USC.

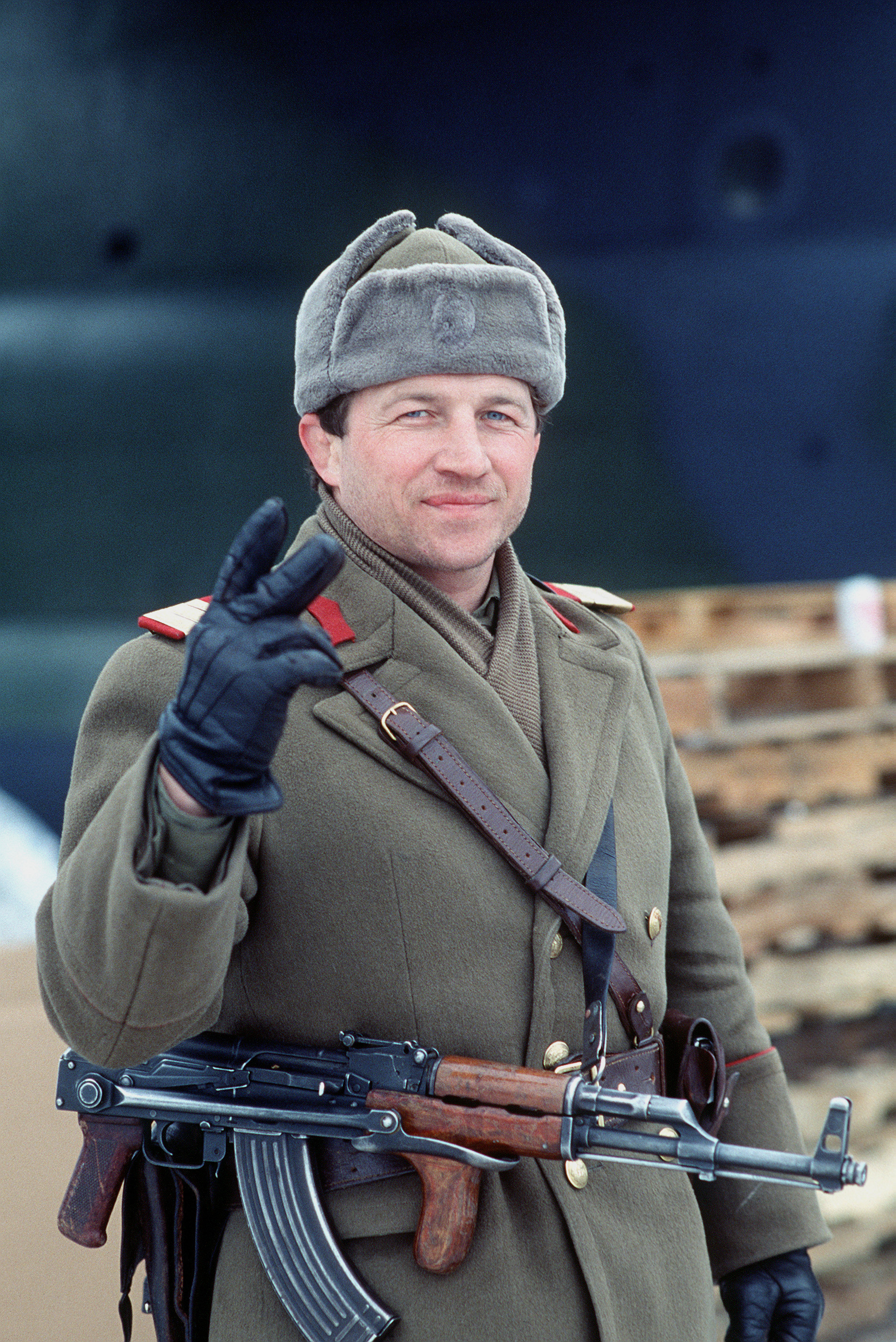
Um soldado romeno fazendo o sinal de V da vitória durante a Revolução Romena de 1989.

Na Polônia, durante o movimento Solidariedade, os manifestantes mostraram o sinal de V, significando que derrotariam o comunismo. Depois de eleições parcialmente livres, quando Tadeusz Mazowiecki foi escolhido como primeiro-ministro (24 de agosto de 1989), ele gesticulou para os deputados com o sinal de V, o que foi transmitido pela TV. Às vezes o sinal é mostrado durante os debates sobre a queda do comunismo. Na Romênia, o sinal representa a vitória e tem sido usado como uma extensão da saudação romana para anunciar que a vitória foi alcançada. Foi muito usado durante a revolução romena que derrubou o ditador comunista Nicolae Ceaușescu. Mircea Dinescu apareceu na primeira transmissão da televisão romena depois que os revolucionários a ocuparam, gritando "Ganhamos!" enquanto fazia o sinal de vitória. Durante a Guerra Civil Iugoslava, tropas e milícias paramilitares croatas e bósnias usaram o sinal como um cumprimento ou uma saudação informal. As forças de paz dos EUA e da OTAN estacionadas na Bósnia foram proibidas de usar o sinal de V (símbolo da vitória) para evitar perturbar ou ofender os sérvios que pudessem encontrar.
Um sinal de V parcialmente obscurecido pode ser adicionado à cabeça de outra pessoa para produzir chifres de diabo ou "orelhas de coelho" para uma foto divertida. Em setembro de 2013, Manu Tuilagi pediu desculpas ao primeiro-ministro David Cameron depois de fazer um sinal de "orelhas de coelho" atrás de sua cabeça em uma foto tirada durante uma visita da equipe de rugby British & Irish Lions à Downing Street.
Na Bélgica, o partido político Nova Aliança Flamenga (N-VA) usa isso como um gesto de união. Durante o juramento do atual governo federal belga, três ministros do N-VA usaram o sinal V em vez do sinal formal de três dedos. Na Turquia, o uso do sinal da vitória pode levar a um processo e condenação se for mostrado, porque na Turquia o sinal está associado ao PKK se usado pelos curdos.
Um gesto vulgar que significa cunilíngua é colocar o sinal de V com os dedos de cada lado da boca (geralmente com os nós dos dedos voltados para o observador) e colocar a língua para fora, mexendo-a. No Vietnã, o sinal de V significa "olá", já que a palavra vietnamita para o número "2" (hai) soa como a pronúncia em inglês da saudação "hello" ("olá").

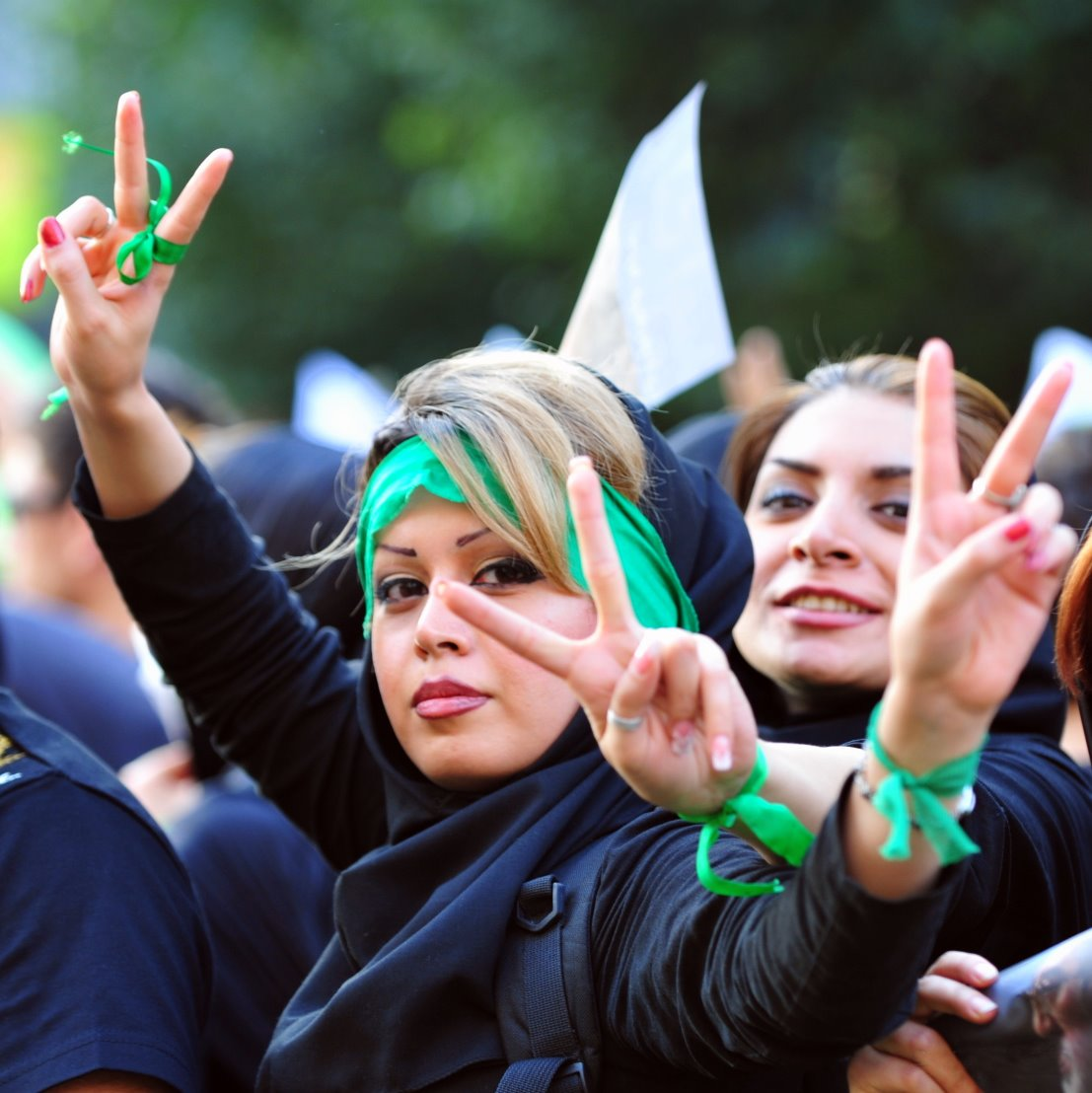
Mulheres iranianas fazendo o sinal de V durante o Movimento Verde em 2009.

No aniversário de seis meses da invasão russa da Ucrânia em 2022, uma escultura fazendo um sinal de V com a palma voltada para dentro - a qual a BBC descreveu como "o sinal 'up yours'" - foi exibida em frente à embaixada russa em Praga.

### Riscos
Além dos riscos devidos a diferentes interpretações do sinal de V em diferentes culturas, foi sugerido que fotografias bastante próximas de sinais de V com a palma para fora podem ser um risco de segurança, pois as impressões digitais das pessoas podem ser claramente identificadas, permitindo o uso indevido. A uma distância de 1,5m ou menos, 100% de uma impressão digital pode ser capturada e 50% em até 3m. Os criminosos podem copiar a impressão digital para usar com sistemas de acesso e pagamento. Também é possível para polícia identificar as pessoas dessa maneira; Carl Stewart foi preso em 2021 depois que a polícia identificou suas impressões digitais em uma imagem que ele compartilhou no EncroChat. Informações de impressão digital suficientemente detalhadas só poderiam ser coletadas em condições "muito exigentes"; para verificar se uma fotografia com sinal de V não é um risco de segurança, ela pode ser examinada com zoom alto.